# Heerhugowaard
Heerhugowaard (Tây Frisia: Heerhugoweard, Heregeweard or De Weard, tiếng Hạ Saxon Hà Lan: Heerhugoweerd) là một đô thị và thành phố ở Hà Lan, trong tỉnh Noord-Holland và vùng  West-Frisia.

## Các trung tâm dân cư
Đô thị Heerhugowaard bao gồm các thị trấn, làng và khu phố sau: Broekhorn, Butterhuizen, De Noord, Draai, Frik, Heerhugowaard, Kabel, 't Kruis, Veenhuizen, Verlaat, Oostertocht, Bomenwijk, Schilderswijk, Rivierenwijk, Stad van de Zon.

## Chính quyền địa phương
Hội đồng đô thị Heerhugowaard bao gồm 29 seats, được chia ra như sau:
- Burgerbelang - 5 ghế
- CDA - 5 ghế
- VVD - 5 ghế
- HOP - 4 ghế
- PvdA - 4 ghế
- GroenLinks - 3 ghế
- D66 - 2 ghế
- ChristenUnie - 1 ghế
- Kakihara = 1 ghế